# 洞爺丸事故
洞爺丸事故（日语：／ Tōyamaru jiko）是一起日本船難事故，發生於1954年9月26日，日本國有鐵道的青函連絡船「洞爺丸」受颱風15號（洞爺丸颱風）吹襲而沉沒，造成全船1337人共有1155人死亡。
洞爺丸當日由北海道函館，經津輕海峽欲航行至東北的青森，原先已暫緩航班以避開颱風，但不久風力漸漸平靜，這時函館氣象台和船長錯誤判斷進入颱風眼，認為颱風將逐漸遠離，宣布復航，但實際上為錮囚鋒通過帶來的短暫晴朗，導致此後在海上再次遇上颱風而翻船。
受颱風影響，當日津輕海峽上的其他幾艘貨船「日高丸」、「第11青函丸」、「北見丸」、「十勝丸」也一起沉沒，加上洞爺丸共計死亡1430人，是世界迄今第四大海難、日本最大海難，也是國鐵戰後五大事故之一。12天之後，10月8日在神奈川縣的相模湖再度發生船難，一艘名為「內鄉丸」的遊湖船因超載達4倍的師生導致翻覆，造成77名乘客中有22人死亡。
在海難發生後，連接本州與北海道間的海底隧道興建構想才加速實現。青函隧道的興建工程於1961年開工、1988年3月完工通車。隧道通車後，北海道旅客鐵道青函連絡船隨即停止營運；但仍有其他民營業者使用別的碼頭繼續經營青森函館間的渡輪航線運載汽車和普通旅客。

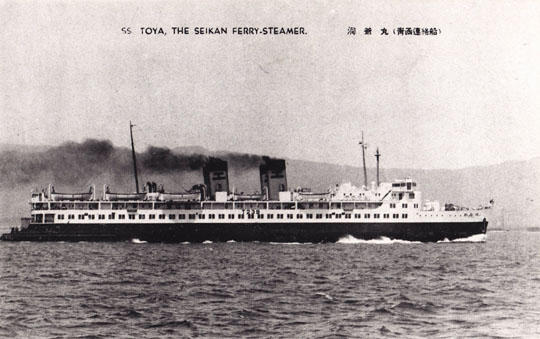
洞爺丸
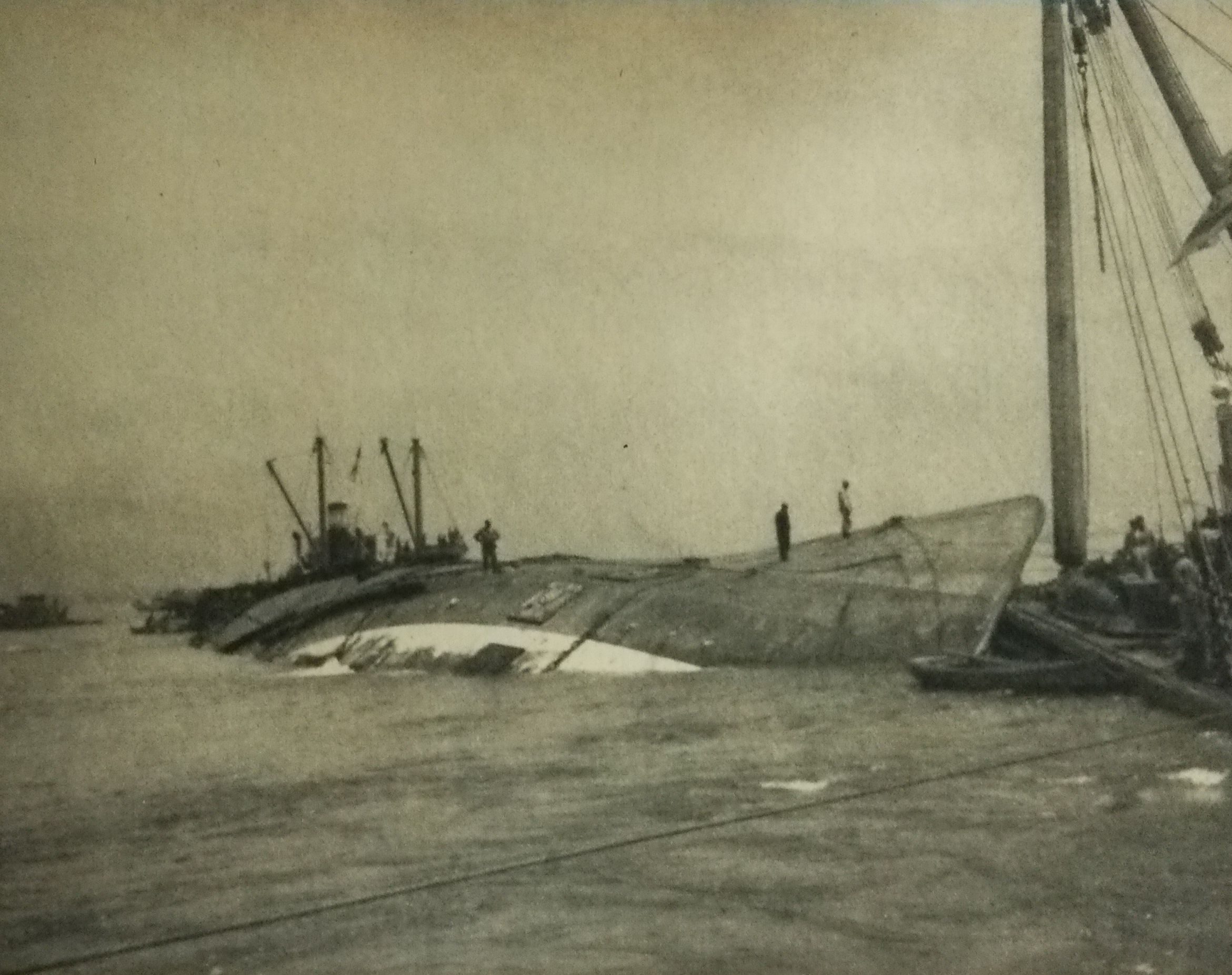
翻覆的洞爺丸
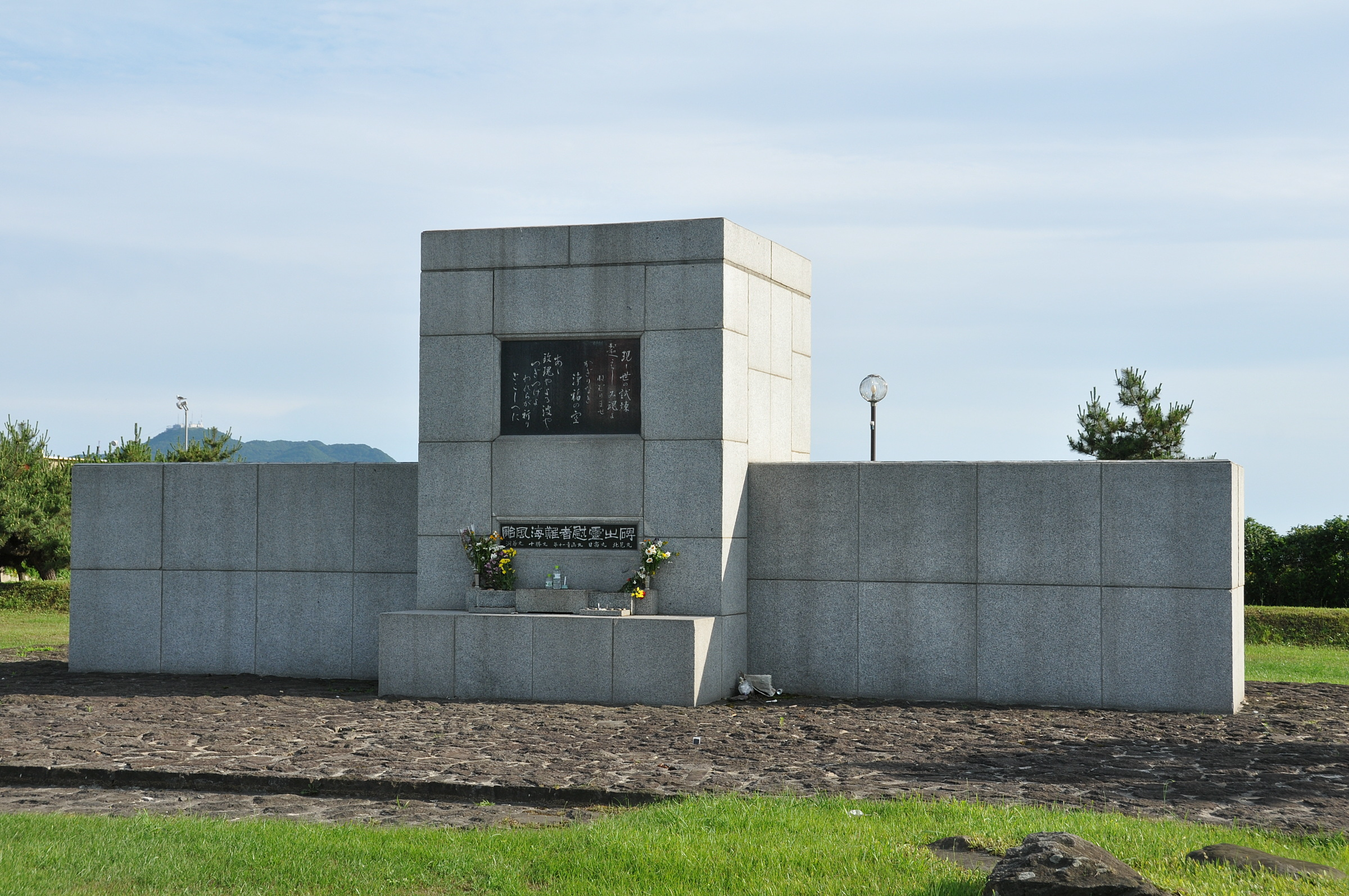
位於北海道北斗市的船難慰靈碑

## 引用文獻
1. ↑   (PDF). 海難審判・船舶事故調査協会.   [2025-05-26]. （原始内容存档 (PDF)于2024-08-06）.

## 外部連結
- . 太陽報. 2012-10-06  [2015-02-05]. （原始内容存档于2016-03-05） （中文（香港））.